# Ultimele zile ale lui Patton
Ultimele zile ale lui Patton (titlu original: în engleză The Last Days of Patton) este un film de televiziune american din 1986 regizat de Delbert Mann. Scenariul este scris de William Luce pe baza unui roman de Ladislas Farago. În rolurile principale joacă actorii George C. Scott și Eva Marie Saint. George C. Scott reinterpretează rolul din filmul Patton care i-a dus Premiul Oscar.  Filmul, produs de Alfred R. Kelman și William F. Storke, a fost realizat pentru rețeaua CBS.

## Prezentare
Generalul George S. Patton este o figură celebră și controversată din timpul celui de-al doilea război mondial, dar incontestabil un erou.
După terminarea războiului, oamenii încearcă să regăsească pacea. Generalul Patton, care și-a dedicat viața rezolvării de conflicte, se gândește la viitor dar și la trecut, precum și la controversatul său succes. În gândurile sale apare însă și femeia pe care el o iubește în secret. Pacea aduce generalului noi ordine pe care trebuie să le îndeplinească. Are de dat încă o bătălie, dar câmpul de luptă de data aceasta este spitalul militar de companie, dușmanul fiind nevăzut. Din păcate, Patton este singur în această nouă luptă.

## Distribuție
- George C. Scott ca General George S. Patton
- Eva Marie Saint ca Beatrice Patton
- Murray Hamilton ca Brigadier General "Hap" Gay
- Ed Lauter ca Dr. Lt. Col. Paul Hill
- Richard Dysart ca General of the Army Dwight D. Eisenhower
- Kathryn Leigh Scott ca Jean Gordon, Patton's niece
- Ron Berglas ca Young George S. Patton
- Horst Janson ca Baron von Wangenheim
- Daniel Benzali ca Col. Glen Spurling
- Don Fellows ca Lt. Gen. Walter Bedell Smith
- Errol John ca Sgt. 1st Class George Meeks
- Alan MacNaughton ca Brigadier Hugh Cairns
- Paul Maxwell ca Lt. Gen. Geoffrey Keyes
- Lee Patterson ca Col. Paul Harkins
- Shane Rimmer ca Dr. Col. Lawrence Ball
- Michael Domenico ca General George S. Patton la 8 ani